# Casa del Granduca di Toscana

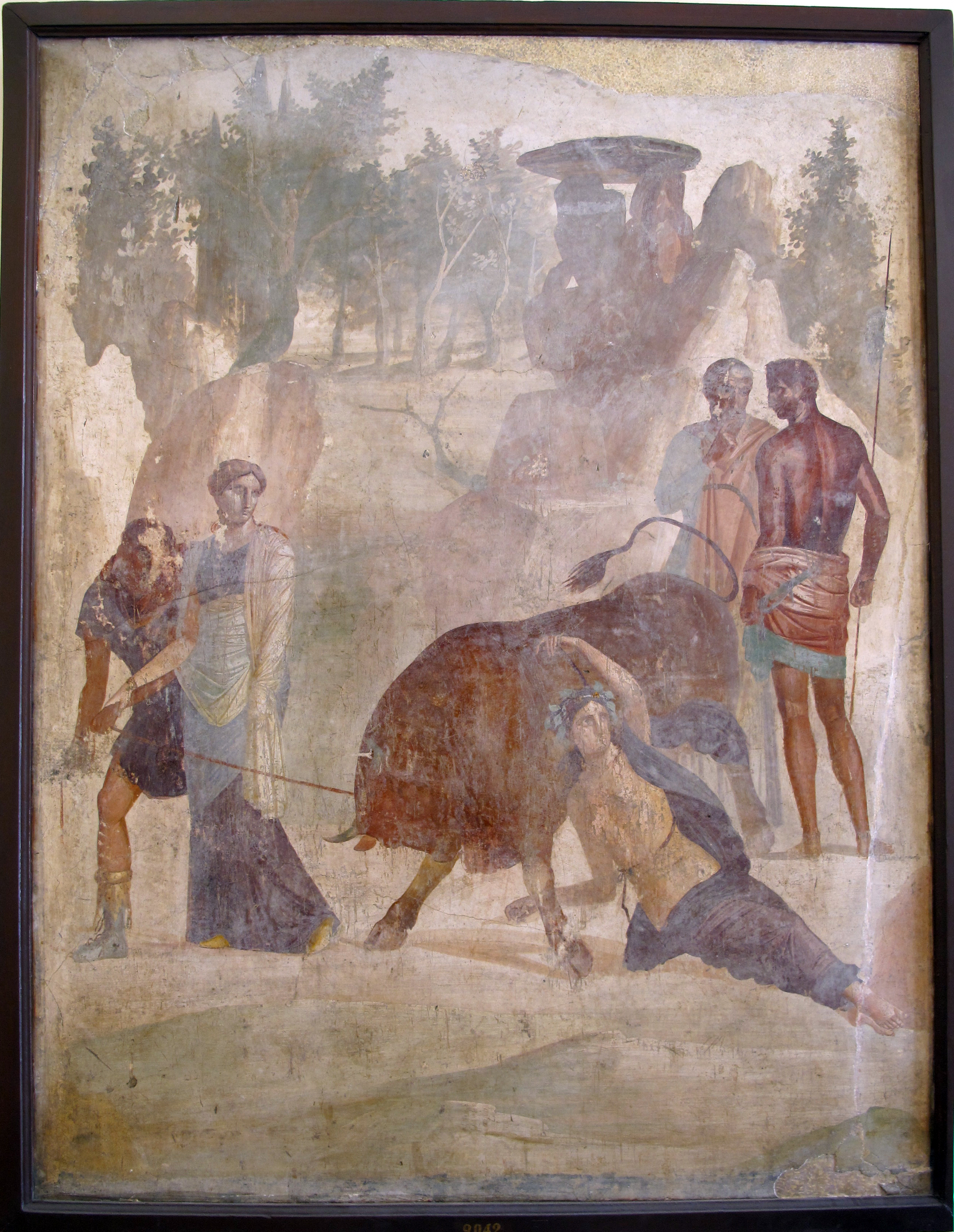
Dirke

Die Casa del Granduca di Toscana (Haus des Großherzogs der Toscana, auch Casa della Fontana, Haus des Brunnens) ist ein Wohnhaus in Pompeji (VII 4, 56), das 1833 und 1835 ausgegraben wurde. Das relativ bescheidene Haus fällt durch seine reiche Ausstattung mit Wandmalereien und Mosaiken auf. Bei den Grabungen war Leopold II., Großherzog der Toskana und Erzherzog von Österreich, anwesend, was dem Haus seinen modernen Namen gab.

## Ausgrabung
Das Haus wurde zum großen Teil 1833 ausgegraben, wobei die Grabungsberichte kurz sind und viele Fragen offen lassen. Die Grabungen begannen am 29. und 30. Mai. Für den 2. Juni wird berichtet, dass Leopold II. Pompeji besuchte. In seiner Anwesenheit soll der schöne Mosaikbrunnen gefunden worden sein. Allerdings legen die Aufzeichnungen eher nahe, dass es sich um eine Schaugrabung handelte. Der Brunnen war schon vorher gefunden worden, wurde dann wieder zugeschüttet und in Anwesenheit des Großherzoges wieder ausgegraben. Weitere Grabungen fanden 1835 statt. Es wurden vor allem Kleinfunde gemacht. Diesmal war der tunesische Botschafter Selim Aga anwesend.

## Beschreibung
Das schmale Haus besitzt ein Atrium; dahinter folgt ein Tablinum und wiederum dahinter ein Garten. Große Teile des Hauses waren ausgemalt, doch ist von der Bemalung fast zwei Jahrhunderte nach den Ausgrabungen kaum noch etwas erhalten. Die Wanddekorationen sind meist nur von alten Zeichnungen und Photos her bekannt.
Die Malereien im Atrium hatten eine schwarze Sockelzone und anscheinend eine rote Felderdekoration, die sich darüber anschloss. Im Atrium befand sich auch ein Lararium, das heute fast vollkommen vergangen ist.
Das Tablinum war im 3. Stil ausgestaltet. Ein zentrales Wandgemälde, das die Bestrafung der Dirke zeigt, wurde früh aus der Wand geschnitten und befindet sich heute im Archäologischen Nationalmuseum Neapel. Lawrence Richardson Jr. schreibt dieses Bild dem Maler der Casa dell’ Amore Punito zu. Dies ist ein Maler, dem die moderne Forschung einen Notnamen gab, um seine Werke, die identifiziert werden konnten, unter einer Bezeichnung zu vereinigen. An der Rückwand des Gartens befanden sich Landschaftsmalereien und hier steht auch ein Brunnen, der aufwendig mit Mosaiken dekoriert ist. Als weitere Dekoration im Brunnen befand sich dort eine Statue des Silenos.

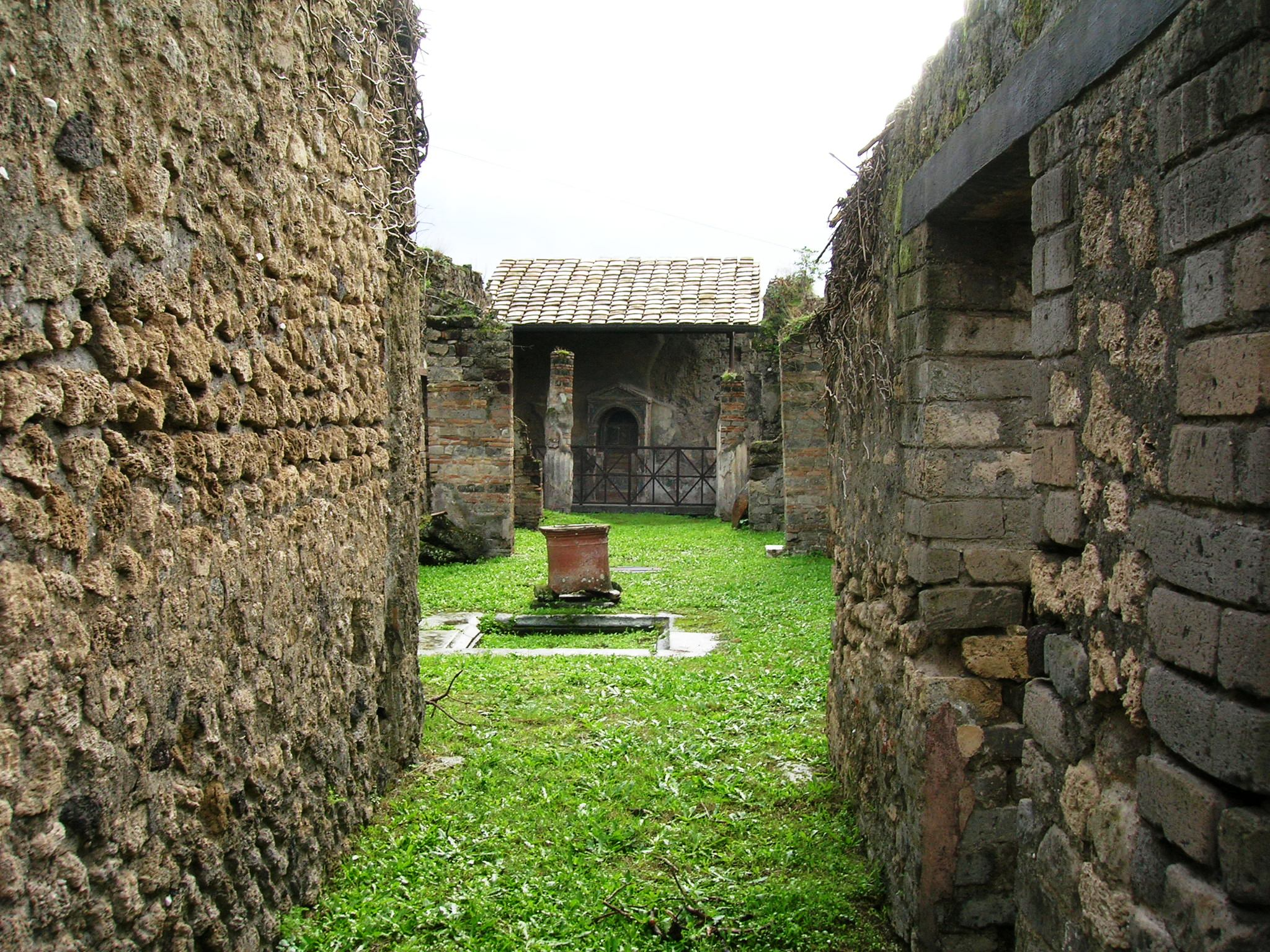
Blick in das Haus
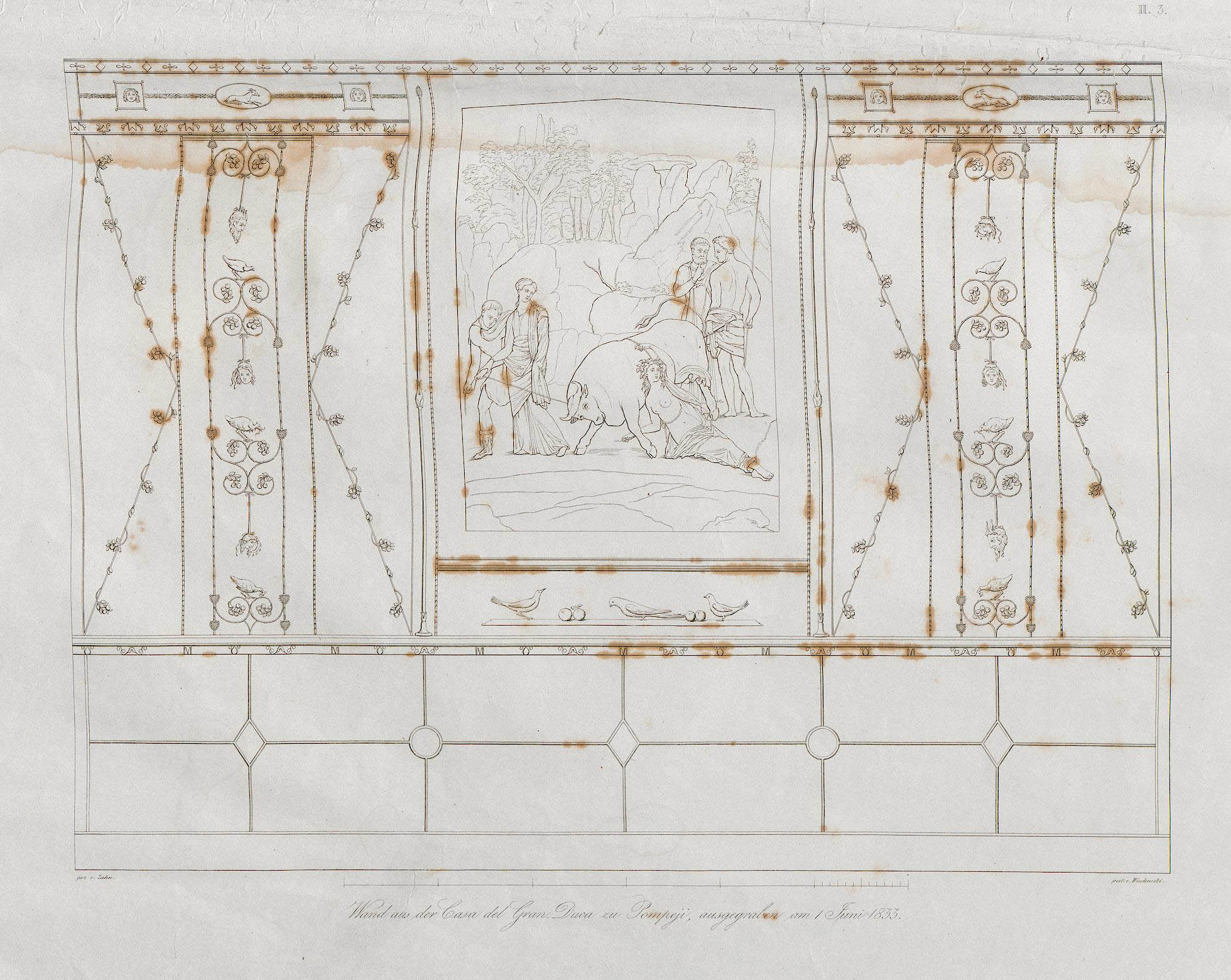
Wanddekoration im Tablinum
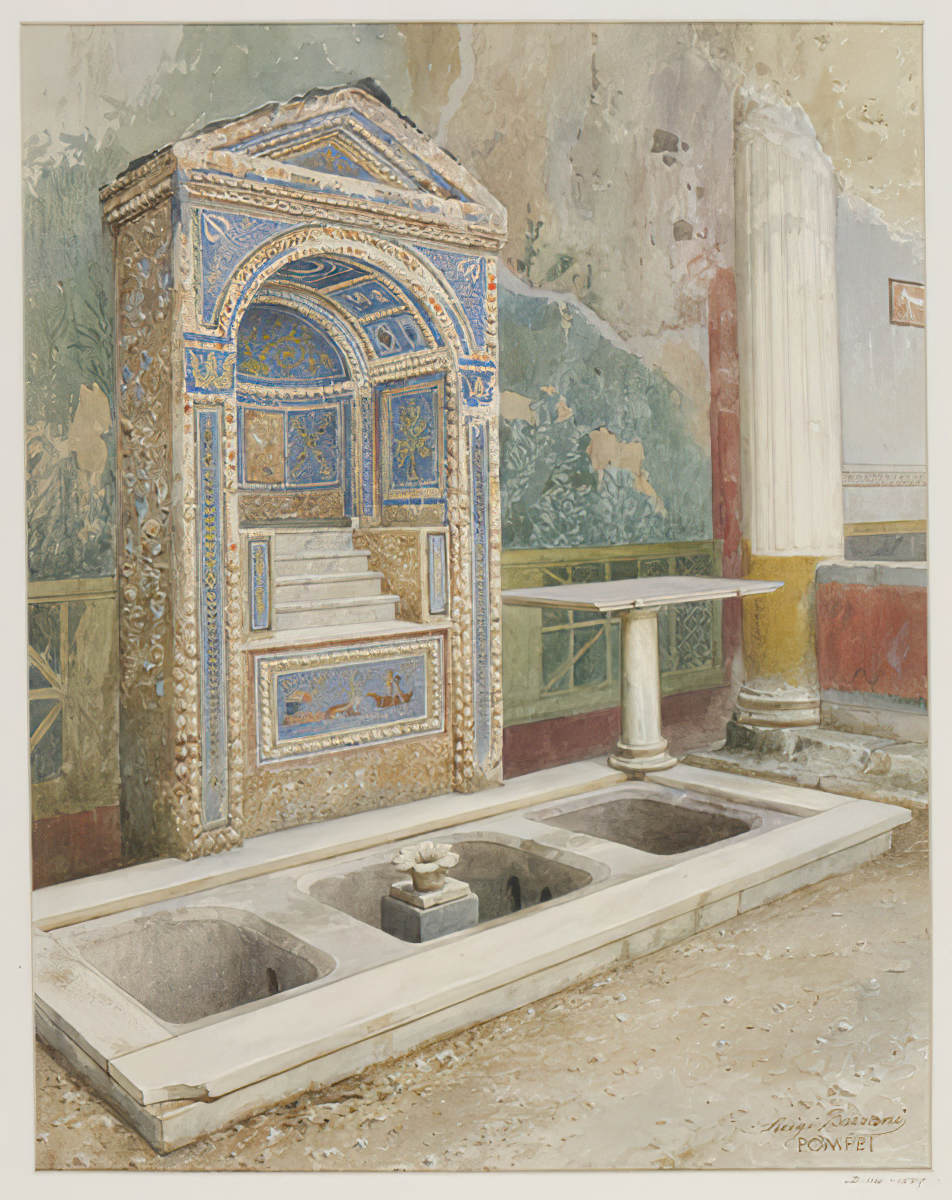
Der Brunnen